# 日本狭缝角贝
是象牙贝目光滑象牙贝科Fustiaria的一种。主要分布于中国大陆、台湾，常栖息在浅海沙底。